# تريمينة ميرقانية
تريمينة ميرقانية (الاسم العلمي:Trimenia myricoides) هي نوع نباتي يتبع جنس التريمينة من فصيلة التريمينية.